# Петров Костянтин Юрійович
Петров Костянтин Юрійович (16 січня 1964) — казахський плавець.
Призер Олімпійських Ігор 1988 року.
Чемпіон Європи з водних видів спорту 1987 року.